# Cerco de Algeciras (1278–1279)

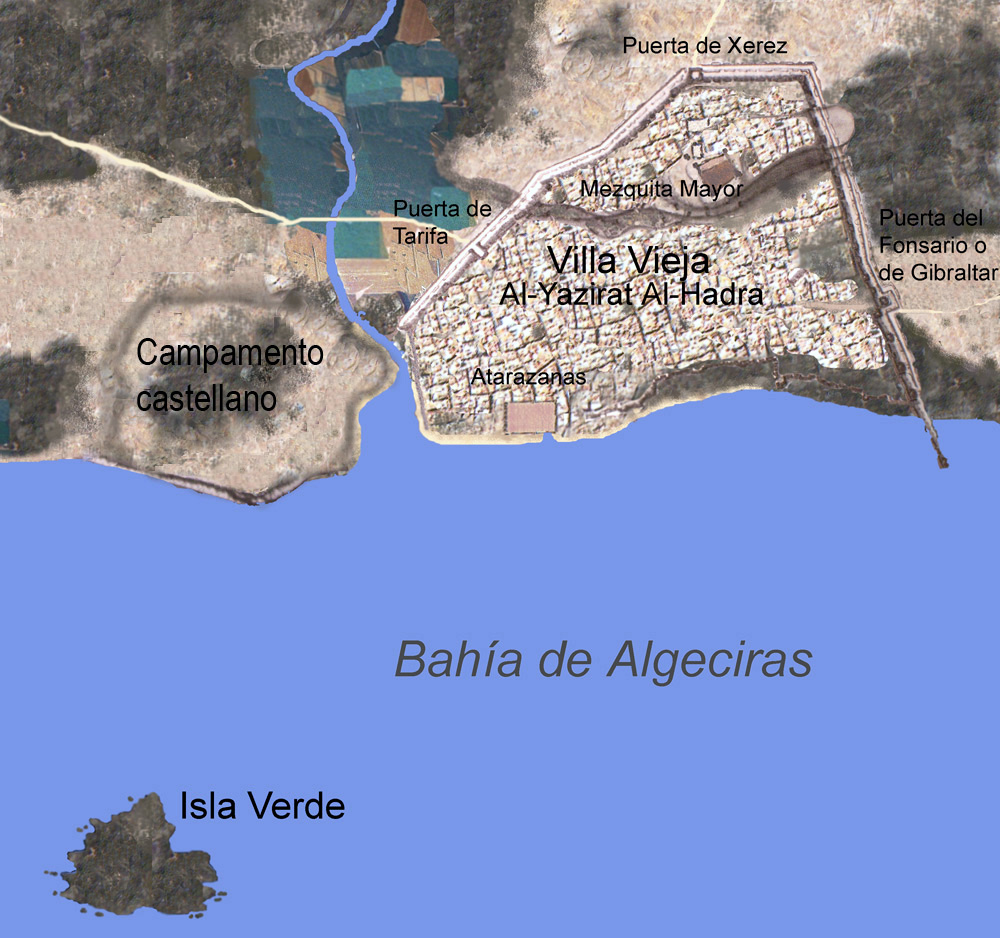
Localização do acampamento castelhano em torno de Aljazira Alcadra

O cerco de Algeciras foi o primeiro de muitos cercos da cidade pelas forças cristãs no longo período da Reconquista espanhola. O cerco, ordenado pelo rei Afonso X de Castela também conhecido como "o Sábio", foi uma campanha militar infrutífera iniciada pelo Reino de Castela com o objetivo de afastar os merínidas de Algeciras. O cerco a Algeciras, então conhecido pelos muçulmanos como Aljazira Alcadra, foi estrategicamente importante porque Algeciras havia sido na época a principal fortaleza e local de desembarque de tropas africanas de reforço na Península Ibérica. Castela, que tinha uma poderosa armada de navios ancorados na Baía de Gibraltar para bloquear tal reforço, tinha poucos dias antes do cerco, visto aquela frota obliterada pelo almirante muçulmano, Abu Iúçufe Iacube ibne Abdalaque na Batalha Naval de Algeciras.

## Resultado
Alfonso X foi forçado a assinar uma nova trégua com os merínidas no final de 1279.  Após a batalha, o rei de Marrocos construiu a Villa Nueva de Algeciras nos locais onde antes funcionavam os cercos para que futuros sitiantes não pudessem. para usar as mesmas posições vantajosas novamente.